# Рудолф Шенкер
Рудолф Шенкер (на немски: Rudolf Schenker) е германски китарист, композитор и основател на създадената през 1965 г. рок група „Скорпиънс“ в Хановер, Западна Германия. На 17-годишна възраст той основава „Скорпиънс“, като е единственият оригинален член, който все още участва в групата и заедно с вокалиста Клаус Майне, са единствените нейни членове които участват във всички звукозаписни продукции, независимо дали са студийни или записани на живо. След първия албум на групата Lonesome Crow (1972) той работи като композитор, а след втория Fly to the Rainbow (1974), заедно с Клаус Майне формира една от най-важните творчески двойки в рока, създавайки популярни песни като Speedy's Coming, In Trance, Holiday, The Zoo, No One Like You и Still Loving You.
Освен че се изявява като китарист, основен композитор на песни, беквокалист и за кратки случаи като вокалист, Рудолф Шенкер изпълнява важна роля в „Скорпиънс“, тъй като е главен изпълнителен директор, собственик и ръководител на музикалната продуцентска и издателска компания „Скорпиънс Мюзик-Продъкшънс“, която се занимава с всички права и проблеми, свързани с групата. Рудолф Шенкер е собственик и основател на звукозаписно студио в Долна Саксония.
Той е известен с енергичните си изпълнения на сцената, често включващи замахване на китарата над главата му и хвърляне нагоре, за да я хване. На свой ред, Рудолф Шенкер е известен и с това, че използва няколко китари „Гибсън Флайънг Ви“ или модели, направени от други компании, базирани на тях, като има около 200 китари, включително такива с двоен гриф и първата акустична „Флайънг Ви“, като е най-големият колекционер на споменатия модел на китарите в света. Негова запазена марка е „Шенкер-ротор“, при което той върти дясната си ръка.
Рудолф Шенкер е по-големият брат на китариста Майкъл Шенкер, който е сред първите членове на „Скорпиънс“ от началото на 70-те години на XX век и с когото групата издава дебютния си албум. Въпреки че Майкъл Шенкер за кратко се връща в групата в края на същото десетилетие и участва в записите на някои от песните за Lovedrive (1979), отношенията между него и брат му заради второто му напускане, остават силно влошени до ден днешен, като нееднократно Майкъл дава публични изявления срещу Рудолф Шенкер и „Скорпиънс“.

## Композитор
Шенкер се изявява и като главен композитор на „Скорпиънс“. Във втория албум на „Скорпиънс“, Fly to the Rainbow, Рудолф е автор на четири от седемте песни. Заедно с Клаус Майне разработва три песни. При шестия албум на Скорпиънс, Lovedrive, са представени осем песни и Шенкер композира всяка от тях. Работят с участието на Херман Раребел, а текстовете са от Майне и Раребел. От деветте сингъла на седмия албум Animal Magnetism Шенкер композира осем. Текстовете отново са на Майне и Раребел.
В интервю за видеото на World Wide Live той споменава, че целта му не е да се превърне в най-добрия или най-бързия китарист, а да бъде много добър композитор.
В повечето песни на „Скорпиънс“ китарните сола се изпълняват от Матиас Ябс, но има и изключения, при които Рудолф прави сола, като Wind of Change, Always Somewhere Still Loving You, As Soon as the Good Times Roll, Through My Eyes, Coast to Coast (второ соло) и Big City Nights.
Единадесетият студиен албум на групата, Crazy World, съдържа хита Wind of Change, единственият им сингъл заемащ първо място в класациите в Германия. От деветте песни в изданието само две са от Шенкер и Майне: Send Me an Angel и To Be With You In Heaven.

## „Разтърси живота си“
През 2009 г. с помощта на Паулу Коелю и Ларс Аменд издава книгата „Разтърси живота си“ – свързана с неговия живот, „Скорпиънс“, начина по който става известен и затова как да разтърсиш живота си.

## Цитати
1. ↑  Schenker 2010, с. 142.
2. 1 2  1965 //   the-scorpions.com. Посетен на 2022-11-15. (на английски)
3. ↑  Rivadavia, Eduardo. Fly to the Rainbow Review by Eduardo Rivadavia //  Scorpions.   allmusic.com. Посетен на 2022-11-24. (на английски)
4. ↑  In Trance //  DISCOGRAPHY - SINGLES.   the-scorpions.com. Посетен на 2022-11-24. (на английски)
5. ↑  Holiday Scorpions //  Scorpions.   allmusic.com. Посетен на 2022-11-23. (на английски)
6. ↑  The Zoo Scorpions //  Scorpions.   allmusic.com. Посетен на 2022-11-24. (на английски)
7. ↑  DeGagne, Mike. Song Review by Mike DeGagne //  Scorpions.   allmusic.com. Посетен на 2022-11-24. (на английски)
8. ↑  Still Loving You By Scorpions - Digital Sheet Music //  sheetmusic.   musicnotes.com. Посетен на 2022-11-24. (на английски)
9. ↑  Scorpions Musikproduktions- und Verlagsgesellschaft mbH //   companyhouse.de. Посетен на 2022-11-24. (на немски)
10. ↑  Bad Boy Running Wild: 6 Fakten über Rudolf Schenker //  Fakten & Portraits.   rockantenne.de, 2022-08-30. Посетен на 2022-11-24. (на английски)
11. ↑  Meiners, Larry. August 2001 Issue - Rudolf Schenker of Scorpions Shows Off His Flying V Collection //   flyingvintage.com, 2001.  Архивиран от оригинала на 2013-11-12. Посетен на 2022-11-24. (на английски)
12. ↑  Weber, Barry. Lovedrive Review by Barry Weber //  Scorpions.   allmusic.com. Посетен на 2022-11-24. (на английски)
13. ↑  MICHAEL SCHENKER Calls Brother RUDOLF A 'Dangerous Bully': 'I Have To Stay Away From Him' //  NEWS.   blabbermouth.net, 2019-03-27. Посетен на 2022-11-24. (на английски)
14. ↑  Michael Schenker Names His 'Problem' With Early Scorpions, Says His Brother Rudolf 'Could Hardly Play Guitar' //   ultimate-guitar.com, 2022-06-26. Посетен на 2022-11-24. (на английски)
15. ↑  Colothan, Scott. Michael Schenker: 'Rudolf is a bloodsucker' //  ROCK NEWS.   planetradio.co.uk, 2021-01-29. Посетен на 2022-11-24. (на английски)
16. ↑  Шенкер, Рудолф и др. Rock Your Life.   Мюнхен, Германия, Verlag, FinanBuch Verlag GmbH, 2009. ISBN 3868820191. с. 267. Архив на оригинала от 2014-02-01 в Wayback Machine.